# Липовка (Бузулуцький район)
Ли́повка (рос. Липовка) — село у складі Бузулуцького району Оренбурзької області, Росія.

## Населення
Населення — 580 осіб (2010; 541 у 2002).
Національний склад (станом на 2002 рік):
- росіяни — 94 %